# Lavonia
Lavonia è una città degli Stati Uniti d'America, situata in Georgia, nella Contea di Franklin.